# Listen Like Thieves (sång)
Listen Like Thieves är en sång av INXS, inspelad 1985. Den utgavs som singel 1986. Låten skrevs av Michael Hutchence, Garry Gary Beers och Andrew Farriss. Låten är med på albumet Listen Like Thieves som nummer 2. Låten nådde plats nummer 54 på Billboard Hot 100, på brittiska "Singel Chart" nådde låten plats nummer 46 och på australiska listan plats nummer 28.